# Рубинштейн, Ревекка Ионовна
Реве́кка Ио́новна Рубинште́йн (28 сентября (10 октября) 1899, Кременчуг — 10 апреля 1982, Москва) — советский египтолог, автор научно-популярных книг для школьников по древней истории. Заслуженный работник культуры РСФСР.

## Биография
Родилась в семье служащего.
В 1924 году окончила Ленинградский государственный университет.
22 мая 1940 году защитила кандидатскую диссертацию на тему «Возвышение Гераклеополя и борьба с Фивами за гегемонию».
8 марта 1941 году удостоена звание доцента, а в 1970 году стала заслуженным работником культуры РСФСР.
Преподавала в Ленинградском государственном педагогическом институте и в Государственном педагогическом институте им. М. Н. Покровского (1932—1942), в Московском государственном педагогическом университете им. В. И. Ленина (1942—1944).
В 1924—1934 годах занимала должность научного сотрудника Государственного Эрмитажа, а впоследствии с 1944 по 1975 год — отдела Древнего Востока Государственного музея изобразительных искусств им. А. С. Пушкина.
Автор научно-популярных и научно-художественных книг и статей, соавтор энциклопедии «Мифы народов мира».

## Список основных научных работ
1. Канд. дисс.: Возвышение Гераклеополя и борьба с Фивами за гегемонию. — Л., 1940. — 120 л. (ЛГПИ им. А. И. Герцена).
2. CXXV глава «Книги мертвых» // Учёные записки ЛГПИ. Т.2. Факультет исторических наук. — 1938. — С. 293—308.
3. В гостях у Хнумхотепа: (Рассказы о древнеегипетских художниках, скульпторах, мастерах). — М.: Просвещение, 1970. — 144 с.
4. Внешняя политика Египта в период господства Гераклеополя (IX—X династии) // Палестинский сборник. Вып. 2 (64-65). — М.-Л., 1956. — С. 31—41.
5. Внутренняя политика фараона Ахтоя Аукхара // Вестник древней истории. — 1948. — № 4. — С. 177—187.
6. Глиняный конверт: Историческая повесть. — М.: Детгиз, 1962. — 112 с.
7. Две стелы XI династии из ГМИИ им. А. С. Пушкина // Вестник древней истории. — 1952. — № 3. — С. 126—133.
8. Древний Восток. 5-е издание. — М.: Просвещение, 1974. — 168 с.
9. За что Ксеркс высек море. — М.: Детская литература, 1967. — 127 с.
10. Загадки пирамид. — М.: Советский художник, 1966. — 85 с. — (Страницы истории искусств).
11. Некоторые неопубликованные ушебти из собрания Государственного Эрмитажа // Вестник древней истории. — 1982. — № 4. — С. 70-77, табл.
12. Новейшие археологические открытия в Египте. М.: Высшая школа, 1962. — 72 с.
13. О природе ушебти // Вестник древней истории. — 1980. — № 2. — С. 80-89.
14. О чём рассказывают памятники древнего Востока. — М.: Просвещение, 1964. — 183 с.
15. Памяти Натальи Давыдовны Флиттнер // Вестник древней истории. — 1980. — № 1. — С. 227—228.
16. Памятники Древней Нубии // Творчество. — 1963. — № 5. — С. 22.
17. Погребальные обряды по 151-й главе «Книги мертвых» // Тутанхамон и его время. — М., 1976. — С. 129—143.
18. Поучение гераклеопольского царя своему сыну (Эрмитажный папирус № 1116 А) // Вестник древней истории. — 1950. — № 2. — С. 122—133.
19. Разгаданные письмена. — Л.: Учпедгиз, 1960. — 131 с.
20. Стела одного из «10 великих Юга» Ии-Сенеба // Вестник древней истории. — 1961. — № 3. — С. 107—111.
21. Стрелы Ментухотепа и Ини-О (Из собрания Государственного музея изобразительных искусств) // Древний мир. — М., 1962. — С. 180—190.
22. У стен Тейшебаини. — М.: Советский художник, 1975
23. Ушебти из собрания Государственного музея изобразительных искусств им. А. С. Пушкина с необычными надписями и просопографией // Вестник древней истории. — 1980. — № 3. — С. 64-74.
24. Чудесные превращения Баты. — М.: Детская литература, 1967. — 24 с.